# ЛОКАФ
Літературне об'єднання «Красної» (Червоної) армії і флоту (ЛОКАФ) — об'єднання радянських радянських письменників, що діяло з липня 1930 року по 1934 рік. Метою організації було створення літературних творів про радянське військо, висвітлювати у пресі його діяльність, виховання творчих кадрів і середовища червоноармійців та червонофлотців.
Ініціаторами створення були Микола Асєєв, Дем'ян Бєдний, Олександр Безименський, Всеволод Вишневський, Янка Купала, Юрій Либединський, Мате Залка, Володимир Ставський, Олексій Сурков, Степан Щипачов та ішні, а також представники армійського керівництва.
Об'єднання налагоджувало зв'язки з армійським керівництвом, організовувала свої філії по всій території СРСР, зокрема Москві, Ленінграді, Україні, Білорусії, на Північному Кавказі, в Середній Азії, Надволжі, на Чорноморському флоті, на Далекому Сході, тощо.
В Україні був створений аналог московського об'єднання під назвою ЛОЧАФ (Літературне об'єднання Червоної армії та Флоту). До його складу увійшли Мирослав Ірчан, Юрій Смолич, Сергій Пилипенко, Володимир Сосюра, Микола Шпак, Дмитро Косарик та інші. Їх зусиллями друкувались журнал «Червоний боєць» (1931—1935), альманах «На чатах» (1931—1934).
1931 року об'єднанням заснований журнал «Локаф», що 1933 року перейменований в «Знамя» (за редакцією Леоніда Дегтярьова); в Ленінграді виходив журнал «Залп».